# 広島北ジャンクション

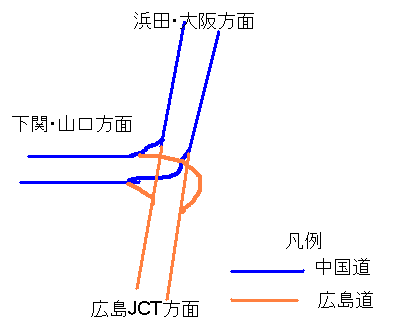
構造

広島北ジャンクション（ひろしまきたジャンクション）は、広島県広島市安佐北区安佐町鈴張にある中国自動車道と広島自動車道のジャンクション。
浜田・大阪方面の中国自動車道と広島自動車道が本線で接続しており、これに対して下関・山口方面の中国自動車道が分岐ないしは合流する構造になっている(詳細は後述)。

## 接続する道路
- E2A / E74 中国自動車道（26番）
- E74 広島自動車道（26番）

## 戸河内ICまでのトンネル群
中国自動車道のトンネルも参照。
広島北JCT - 加計スマートICおよび戸河内ICまでの区間は、ほとんどが1キロを越える長距離トンネルが連続している。
(26) 広島北JCT - 牛頭山トンネル - 平トンネル - 船場トンネル - 澄合トンネル・三谷トンネル（上り線のみ） - 加計東トンネル - (26-1) 加計SIC・BS - 加計西トンネル - (27) 戸河内IC

## 隣
E2A E74 中国自動車道
(24) 千代田IC - (25) 千代田JCT - 安佐SA - (26) 広島北JCT - (26-1) 加計BS/SIC - (27) 戸河内IC
E74 広島自動車道
(2) 広島西風新都IC - 久地PA - (1) 広島北IC - (26) 広島北JCT